# Edgar Bastidas
Pour les articles homonymes, voir Bastidas.
Edgar Bastidas (Caracas, 1969) est un ténor vénézuélien.

## Biographie
En 1989 il est allé étudier avec la soprano russe Maria. S. Markina à l'institut musical "Mikhail Glinka" de Dnipropetrovsk en Ukraine
De 1991 à 1995 il étudie à la Kiev à Académie Nationale de Musique Piotr Ilitch Tchaïkovski, avec le Professeur Vladimir Timohin. 
Pendant son séjour en Ukraine, il fut ténor à Studio d'Opéra, interpretant “Eugène Onéguine” (Lenski), “La Traviata” (Alfredo), Le Barbier de Seville (Almaviva), et Rigoletto (Le duc de Mantoue). 
Il a travaillé avec des chefs d'orchestre distingués comme: Lev Gorvatenko, Ruslan Doroyivsky et Roman Kofman.

## Son répertoire
Chansons espagnoles, chansons russes, Chansons Latino-américaines, musique contemporaine et aussi chansons napolitaines, mais surtout
- Rossini :
  - Le Barbier de Seville - (Comte d'Almaviva)
- Donizetti :
  - L'Elisir d'amore - (Nemorino)
  - Lucia di Lammermoor - (Edgardo)
- Verdi :
  - La Traviata - (Alfredo)
  - Rigoletto - (Duc de Mantoue)
  - Macbeth - (Macduff)
- Massenet :
  - Werther - (Werther)
- Tchaikovsky :
  - Eugène Onéguine - (Lensky)
- Rachmaninov :
  - Aleko - (Young Gypsy)
- Mascagni :
  - Cavalleria Rusticana - (Turiddu)
- Puccini :
  - La Bohème (Rodolfo)
  - Madama Butterfly (Pinkerton)
- Gounod :
  - Faust - (Faust)